# Cofradía del Santísimo Cristo de la Agonía (Cieza)
La Cofradía del Santísimo Cristo de la Agonía es una cofradía de la Semana Santa de Cieza, en la Región de Murcia (España).

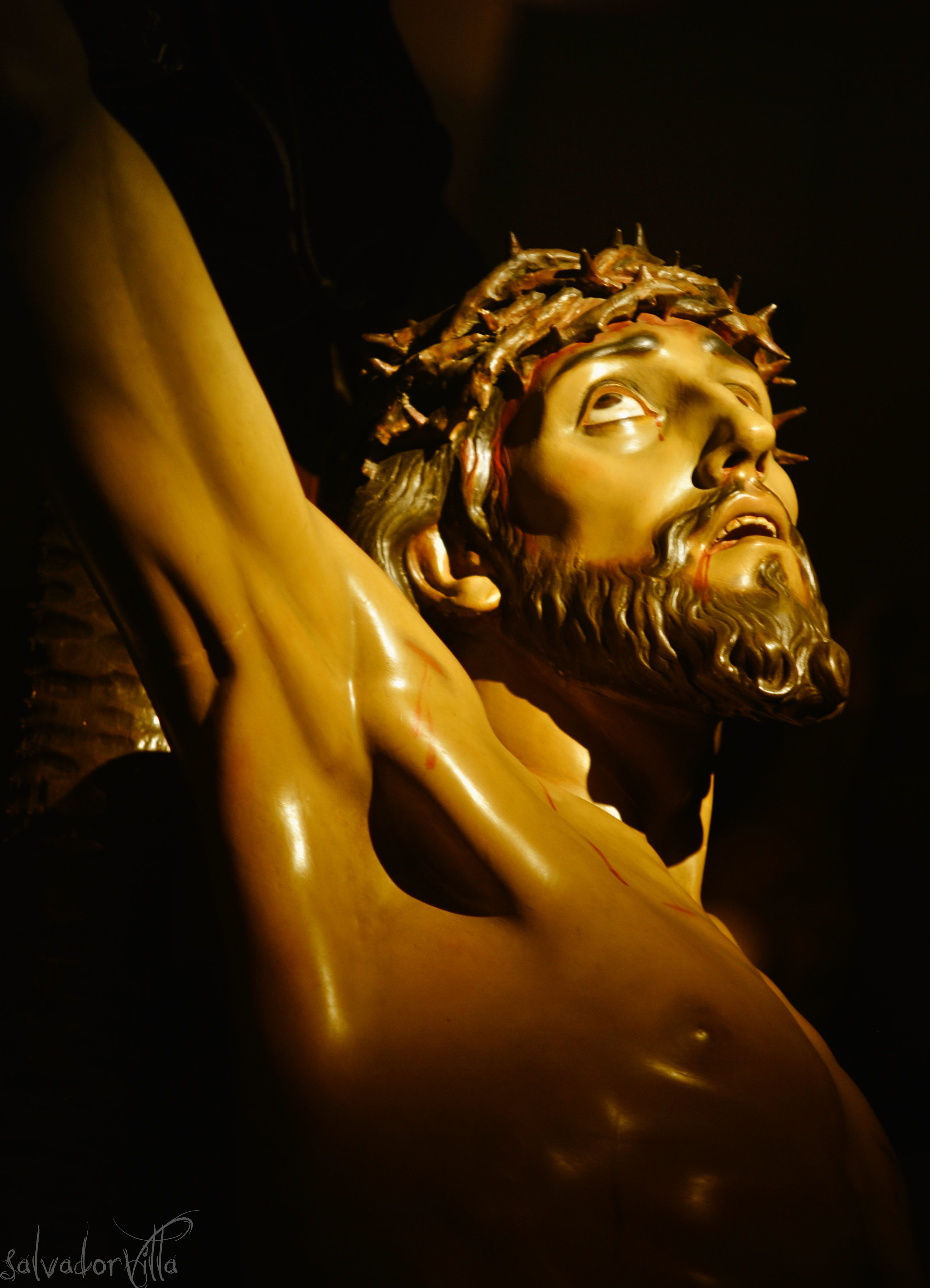
Cristo de la Agonía de Cieza (González Moreno)

## Historia
Fue fundada en el año 1930, tras los acuerdos de un grupo de ciezanos encabezado por su primer presidente, Mariano López Lucas, para realizar en Cieza una nueva procesión, denominada El Silencio.
La primitiva talla del Santísimo Cristo de la Agonía era una obra de 1889 del escultor Agustín Querol, que se encontraba en una de las capillas laterales de la Basílica de Nuestra Señora de la Asunción de Cieza. La primera procesión del Silencio se llevó a cabo en 1931, desfilando la mencionada talla de Agustín Querol sobre un pequeño trono realizado en madera barnizada por el artesano ciezano y cofrade fundador Bautista Molina.
Los primeros estatutos de la cofradía, de 1934, establecían como fin de la misma fomentar el culto al Santísimo Cristo de la Agonía; en virtud de ello y en sus inicios celebraban anualmente un novenario, el cual en la actualidad se ha perdido.
La imagen del Cristo de la Agonía, al igual que otras muchas, fue quemada en la Guerra Civil, durante la cual sólo se salvó el pie izquierdo que hace unos años fue donado por un particular al museo de la Semana Santa de Cieza.
Terminada la Guerra, un grupo de hermanos fundadores aunaron esfuerzos para reunificar la cofradía. A finales de 1939 se reorganizaron y encargaron al escultor Juan González Moreno que realizara una réplica basada en fotografías de la talla anterior. El encargo es acordado en 7.000 pesetas y estuvo listo para la Semana Santa de 1941, año en el que desfiló sobre un trono de madera obra del escultor ciezano Manuel Juan Carrillo Marco. Décadas más tarde fue sustituido por el actual, realizado en metal en 1971 en los talleres del orfebre ciezano Francisco Penalva y remodelado por él mismo en 1980 con motivo del aniversario de la cofradía.

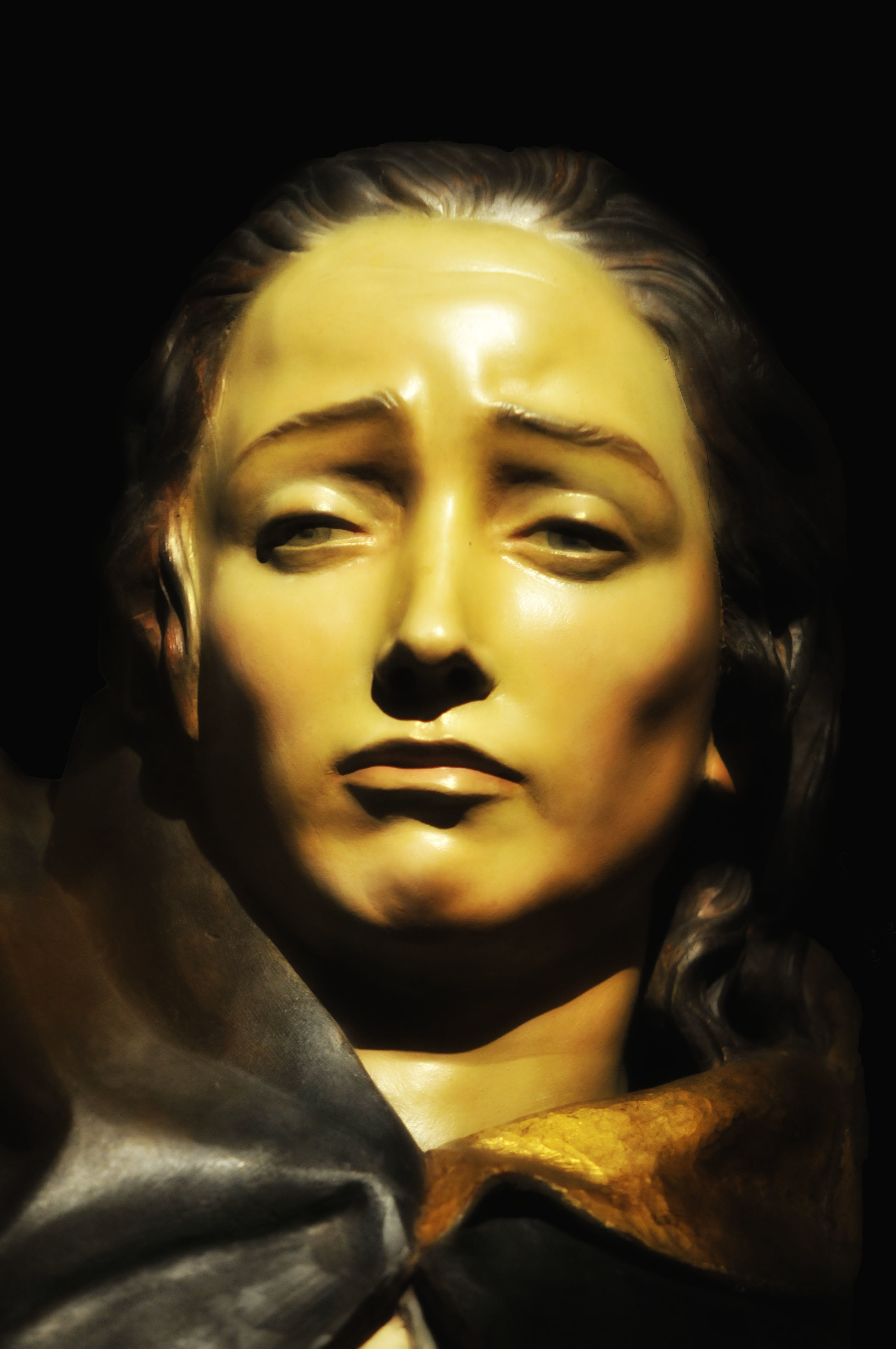
Imagen de la Piedad realizada por José Capuz Mamano para la Cofradía del Santísimo Cristo de la Agonía. Desfila Viernes Santo Noche en la Procesión del Santo Entierro. Fotografía de Salvador Villa

En 1943, la talla de la Santísima Virgen de la Piedad (grupo escultórico representado a la Virgen María con Cristo muerto en sus brazos), obra del escultor valenciano José Capuz Mamano, pasó a formar parte de la cofradía. La imagen desfila por primera vez en la noche de Jueves Santo de 1943, acompañando al Santísimo Cristo de la Agonía; sin embargo, esta configuración no tuvo continuidad y la imagen de la Virgen pasó a ubicarse definitivamente en la Procesión del Santo Entierro, en la noche de Viernes Santo, desfilando sobre un trono construido en Cieza según boceto del propio escultor y restaurado en dos ocasiones: la primera en 1990, realizada por el artista José Morote Dato, miembro de la cofradía; y la segunda en 1999, efectuada por el escultor local Bonifacio Pérez Ballesteros.

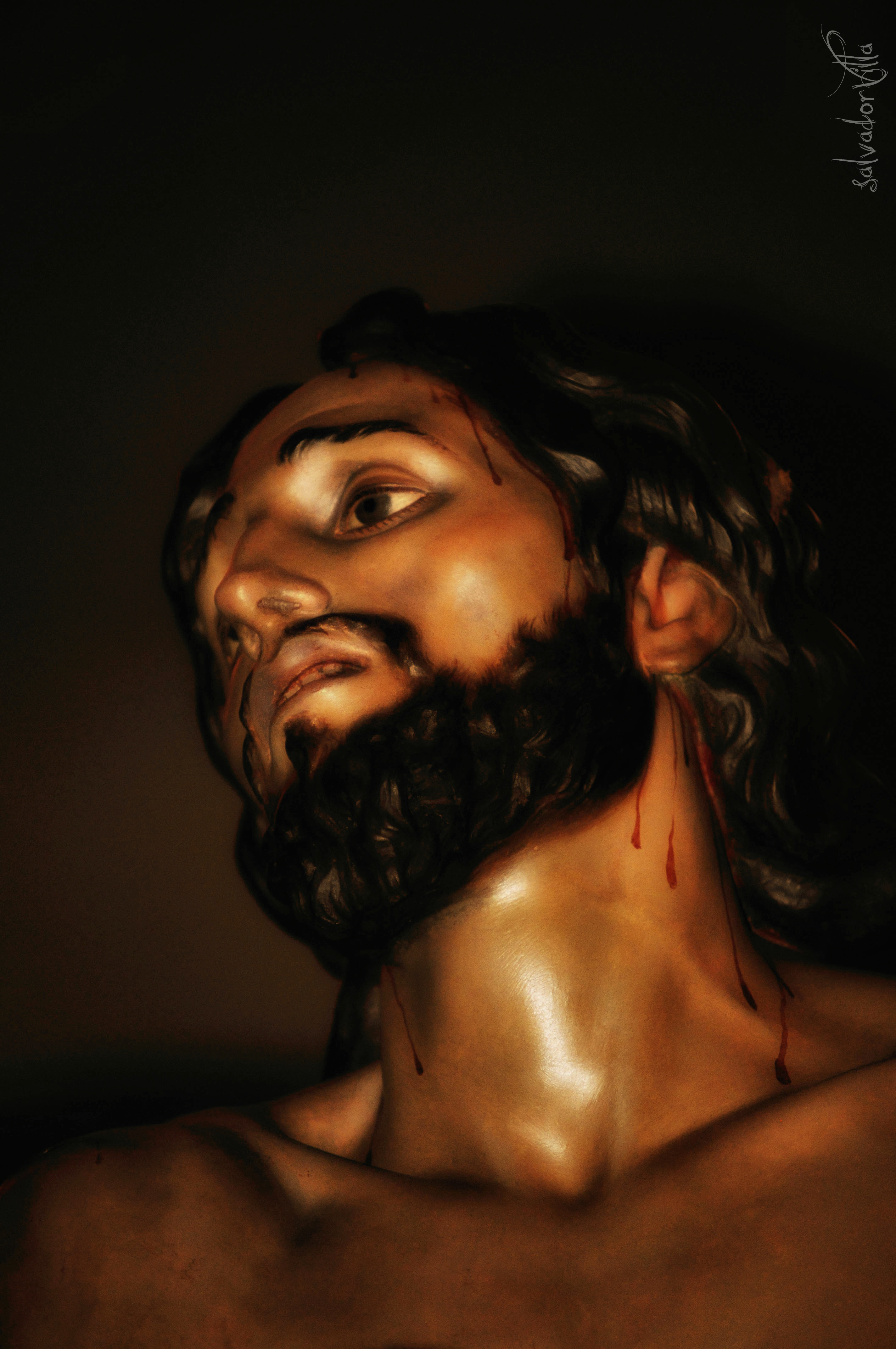
Flagelación de González Moreno

Simultáneamente, la cofradía inició gestiones para disponer del paso de La Flagelación, conocido popularmente como Los Azotes, con el compromiso de restaurar las imágenes de los Sayones, realizados por el escultor Pedro Pérez en 1751, y que popularmente fueron bautizados como Los Judíos de Mateos por guardarse el paso en la cochera de Antonio Marín «Mateos», en la calle Larga), que se salvó de la quema durante la Guerra Civil. Asimismo, encargó otro Cristo de la Columna que sustituyera al desaparecido. Esta talla, realizada por Juan González Moreno en 1947, desfila desde ese mismo año y junto a la de los dos Sayones sobre un trono realizado en 1896 por el tallista local Gómez Cervantes, que fue restaurado en el año 1997 por Bonifacio Pérez Ballesteros.
En el año 2000, la cofradía adquirió su cuarto paso, Jesús en el Calvario, grupo escultórico formado por dos imágenes: un cristo crucificado y un sayón que le ofrece de beber vinagre, de ahí que desde el primer año que comenzó a desfilar fuera renombrado popularmente como Cristo de la Sed. El Paso es obra del imaginero murciano José Hernández Navarro y desfila desde el año 2000, en la procesión del Penitente de la mañana del Viernes Santo, sobre un trono tallado en madera y dorado por Bonifacio Pérez Ballesteros.

## Pasos
El patrimonio imaginero con el que cuenta la cofradía está compuesto por cuatro pasos:
Santísimo Cristo de la Agonía
- Talla en madera de Juan González Moreno (1941).
- Trono en metal de Francisco Penalva (1971).
- Galas bordadas en seda sobre terciopelo (1990).
- Participa como paso único en la Procesión del Silencio, el Jueves Santo por la noche.

Santísima Virgen de la Piedad
- Talla en madera de José Capuz Mamano (1943).
- Trono tallado en madera en Cieza bajo boceto de Capuz (1943).
- Galas bordadas en plata sobre terciopelo realizadas por el taller de bordado de la cofradía (2007).
- Participa en la procesión del Santo Entierro, el Viernes Santo por la noche.

La Flagelación o Los Azotes
- Talla del Cristo Atado a la Columna en madera de Juan González Moreno (1947).
- Tallas de los Sayones, de Pedro Pérez (1751).
- Trono tallado en madera y dorado de Gómez Cervantes (1896).
- Galas bordadas en seda sobre terciopelo (1990).
- Participa en la Procesión General, el Miércoles Santo.

Jesús en el Calvario
- Talla en madera de José Hernández Navarro (2000).
- Trono tallado en madera y dorado de Bonifacio Pérez Ballesteros (2000).
- Galas bordadas en seda sobre terciopelo (1990).
- Participa en la procesión del Penitente, el Viernes Santo por la mañana.

## Símbolo y vestuario
La cofradía se identifica por el escudo o emblema oficial: corona de espinas de ocho lazos en color rojo y en su interior, del mismo color, las iniciales JHS sobre una Cruz latina centrada en ellas.
El vestuario de la cofradía viene condicionado según los cofrades participen como anderos portando los pasos o como nazarenos acompañando a los mismos:
Vestuario del tercio de anderos
- Túnica de terciopelo negro con el emblema de la cofradía bordado en el pecho, a la izquierda.
- Gorro de verdugo de terciopelo negro.
- Cíngulo de seda blanco de cuatro cabos. Guantes, calcetines y zapatos negros.

Vestuario del tercio de nazarenos
- Túnica de terciopelo negro.
- Capa de lana blanca con el emblema de la cofradía bordado en rojo en la parte izquierda.
- Capirote de raso negro.
- Cíngulo de seda blanco de cuatro cabos. Guantes, calcetines y zapatos negros.

## Presidentes
Desde su fundación, la cofradía ha tenido diez presidentes o hermanos mayores.
| Presidente               | Periodo   |
| ------------------------ | --------- |
| Mariano López Lucas      | 1930-1934 |
| Antonio Ortiz            | 1934-1936 |
| José María Guirao Ortega | 1940-1954 |
| Antonio Gómez Marín      | 1954-1959 |
| José Villalba Martínez   | 1959-1973 |
| Pablo Galindo Tormo      | 1973-1978 |
| Joaquín Jordán Pérez     | 1978-1988 |
| Manuel Verdejo Miñano    | 1988-2005 |
| Antonio Lucas Parra      | 2005-2017 |
| José Villa Señas         | 2017-     |

## Cofrades de Honor
En el año 2006 se instaura en la Cofradía el acto de Bajada y Entronización del Titular de la misma, acto que tiene lugar el segundo domingo de Cuaresma. Tras la función religiosa por el alma de los cofrades difuntos, se realiza el nombramiento del Cofrade de Honor de la Cofradía. Estas son las personas que gozan de la mencionada distinción.
| Año  | Cofrades de Honor                                   |
| ---- | --------------------------------------------------- |
| 2006 | Tomás Vázquez Aroca                                 |
| 2007 | José María Señas Santobeña                          |
| 2008 | José Jiménez Villa                                  |
| 2009 | Ana María Ruiz Lucas                                |
| 2010 | José Camacho Lafuente                               |
| 2011 | Antonio Joaquín Martínez Rubio                      |
| 2012 | Antonio Lucas Carrasco                              |
| 2013 | María José Carrillo López                           |
| 2014 | Rvdo. Antonio Muñoz Catalán                         |
| 2015 | José Antonio Torres Pelayo                          |
| 2016 | María Dolores Martínez Bernal                       |
| 2017 | Francisco José Martínez Perpiñán y José Villa Señas |
| 2018 | Antonio Lucas Parra                                 |
| 2019 | Francisco Vázquez Villa                             |

## Composiciones musicales
La cofradía cuenta entre su patrimonio con cinco composiciones musicales propias:
- El Cristo de la Agonía. Marcha n.º 1, marcha de procesión para la orquesta de cámara que acompaña la Procesión del Silencio, escrita por el maestro José Gómez Villa, (19??) compositor ciezano.[3]
- Virgen de la Piedad, del compositor malagueño José Antonio Molero Luque (2008).[4]
- Los Azotes, del compositor ciezano Alonso Moreno García  (2015).[5]
- Flagellatum, dedicada al paso de La Flagelación, del compositor ciezano Manuel Buitrago Montiel (2018).[6]
- Lágrimas de Piedad, marcha para banda y coro compuesta por Joaquín Yelo Fernández, compositor abaranero (2018).[7]